# ManpowerGroup
ManpowerGroup (NYSE: MAN) er et amerikansk multinational bemandings- og rekrutteringsbureau med hovedkvarter i Milwaukee, Wisconsin. Selskabet blev etableret i 1948 af Elmer Winter og Aaron Scheinfeld. De udbyder human resource igennem i alt 32 brands med fire primære brands: Manpower (bemanding & rekruttering); Experis (professionelle ressourcer og løsninger); Right Management (karrierestyring, konsultationer og kurser & udvikling); og ManpowerGroup Solutions (forvaltning af services og outsourcing).
I 2021 var de 30.000 ansatte i bureauet, og deres samlede arbejdsstyrke var på 600.000, som havde job igennem Manpower. De har 2700 kontorer fordelt på 80 lande.